# Elecciones a la Cámara de Representantes de Estados Unidos de 1938 en Minnesota
Las elecciones a la Cámara de Representantes de los Estados Unidos de 1938 en Minnesota se llevaron a cabo el 8 de noviembre de 1938 para elegir a los 9 representantes del estado de Minnesota, distribuidos según el censo de 1930 y que servirian en el 76.º congreso. Las elecciones se celebraron en el medio mandato del presidente Franklin D. Roosevelt, coincidiendo con la elección en el estado a gobernador.

## Resultados generales
Los resultados totales de cada partido en los 9 distritos.
|  | 50.19 % |

|  | 31.63 % |

|  | 17.75 % |

|  | 0.44 % |

|  | 100 % |

### Resumen por distrito
| Distrito | Titular            | Partido           | Electo                  | Partido           |
| -------- | ------------------ | ----------------- | ----------------------- | ----------------- |
| 1.º      | August H. Andresen | Republicano       | August H. Andresen      | Republicano       |
| 2.º      | Elmer Ryan         | Demócrata         | Elmer Ryan              | Demócrata         |
| 3.º      | Henry Teigan       | Agrario-Laborista | John G. Alexander       | Republicano       |
| 4.º      | Melvin Maas        | Republicano       | Melvin Maas             | Republicano       |
| 5.º      | Dewey Johnson      | Agrario-Laborista | Oscar Youngdahl         | Republicano       |
| 6.º      | Harold Knutson     | Republicano       | Harold Knutson          | Republicano       |
| 7.º      | Paul John Kvale    | Agrario-Laborista | H. Carl Andersen        | Republicano       |
| 8.º      | John Bernard       | Agrario-Laborista | William Alvin Pittenger | Republicano       |
| 9.º      | Rich T. Buckler    | Agrario-Laborista | Rich T. Buckler         | Agrario-Laborista |

## 1.º distrito

### Primarias Agrario-Laborista

#### Candidatos

##### Nominado
- Endre B. Anderson.

##### Eliminado en primaria
- Sander Sanderson.

#### Resultados
Los resultados fueron los siguientes:
|  | 59.58 % |

|  | 40.42 % |

|  | 100 % |

#### Posprimaria
Anderson se retiró de la carrera el 8 de octubre de 1938 como parte de una coalición entre el partido Agrario-Laborista y el partido Demócrata para derrotar al republicano August Andresen al solidificar el apoyo detrás del candidato demócrata Ray Moonan.

### Primarias Demócratas

#### Candidatos

##### Nominado
- Ray G. Moonan, candidato demócrata para procurador general en las elecciones de 1932.

##### Eliminado en primaria
- Peter M. Hanna.

#### Resultados
Los resultados fueron los siguientes:
|  | 74.19 % |

|  | 25.81 % |

|  | 100 % |

### Resultados generales

Resultado por condado 1.º distrito:

El titular August H. Andresen ganó la reelección frente al candidato demócrata.
|  | 64.87 % |

|  | 35.13 % |

|  | 100 % |

## 2.º distrito

### Primarias Republicanas

#### Candidatos

##### Nominado
- Joseph P. O'Hara, candidato a las primarias republicanas por el 2.º distrito congresional en las elecciones de 1936.[8]

##### Eliminado en primaria
- Louis P. Johnson, candidato republicano por el 2.º distrito congresional en las elecciones de 1934 y exsenador estatal por el 12. distrito senatorial (1923-1931).[9]

#### Resultados
Los resultados fueron los siguientes:
|  | 51.36 % |

|  | 48.64 % |

|  | 100 % |

### Resultados generales

Resultado por condado 2.º distrito:

El titular Elmer Ryan ganó la reelección frente al resto de candidatos, siendo el único representante partido Démocrata electo en Minnesota.
|  | 43.57 % |

|  | 35.93 % |

|  | 20.50 % |

|  | 100 % |

## 3.º distrito

### Primarias Agrario-Laborista

#### Candidatos

##### Nominado
- Henry G. Teigan, representante titular del 3.º distrito congresional y previamente senador estatal por el 29.º distrito senatorial (1933-1935).[12]

##### Eliminado en primaria
- John H. Nordin, representante estatal por el 44º. distrito congresional (1933-1939).[13]

#### Resultados
Los resultados fueron los siguientes:
|  | 64.99 % |

|  | 35.01 % |

|  | 100 % |

### Primarias Demócratas

#### Candidatos

##### Nominado
- Martin A. Hogan, candidato demócrata por el 3.º distrito congresional en la elección de 1936.

##### Eliminado en primaria
- Edgar P. Sheridan.
- Emmett J. Rainey.

#### Resultados
Los resultados fueron los siguientes:
|  | 54.12 % |

|  | 24.54 % |

|  | 21.34 % |

|  | 100 % |

### Primarias Republicanas

#### Candidatos

##### Nominado
- John G. Alexander, gestor inmobiliario y miembro de la Guardia Nacional de Minnesota (1927-1937).[16]

##### Eliminado en primaria
- Ernest F. Jacobson, candidato a las primarias republicanas por el 3.º distrito congresional en las elecciones de 1936.
- Edward E. Olsen.
- Donald C. Jolly.

#### Resultados
Los resultados fueron los siguientes:
|  | 41.55 % |

|  | 30.81 % |

|  | 16.99 % |

|  | 10.65 % |

|  | 100 % |

### Resultados generales

Resultado por condado 3.º distrito:

El titular Henry Teigan del partido agrario-laborista perdió la reelección frente a John G. Alexander del partido republicano.
|  | 45.28 % |

|  | 42.79 % |

|  | 11.92 % |

|  | 100 % |

## 4.º distrito

Resultado por condado 4.º distrito:

El titular Melvin Maas ganó la reelección frente al resto de candidatos.
|  | 53.12 % |

|  | 35.76 % |

|  | 11.13 % |

|  | 100 % |

## 5.º distrito

### Primarias Demócratas

#### Candidatos

##### Nominado
- John L. Gleason.

##### Eliminado en primaria
- Lynn Thompson, miembro de la Junta Escolar de Minneapolis (1917-1939 y 1941-1947) y candidato del partido agrario-laborista por el 5.º distrito congresional en la elección de 1920.[20][21][22]
- Arthur A. Sturdevant.

#### Resultados
Los resultados fueron los siguientes:
|  | 59.79 % |

|  | 23.72 % |

|  | 16.49 % |

|  | 100 % |

### Primarias Republicanas

#### Candidatos

##### Nominado
- Oscar Youngdahl, candidato a procurador general de Minnesota en 1934 y 1936.[24]

##### Eliminado en primaria
- William Ignatius Nolan, ex representante del 5.º distrito congresional (1929-1933), ex vicegobernador de Minnesota (1925-1929) y ex representante estatal por el 33º. distrito congresional (1917-1925), por el 43º. distrito congresional (1911-1915) y por el 42º. distrito congresional (1903-1909).[25]
- John A. Thompson.
- Earl Kallestad.
- Paul F. Dehnel.

#### Resultados
Los resultados fueron los siguientes:
|  | 48.43 % |

|  | 40.72 % |

|  | 6.35 % |

|  | 2.54 % |

|  | 1.96 % |

|  | 100 % |

### Resultados generales

Resultado por condado 5.º distrito:

El titular Dewey Johnson del partido agrario-laborista perdió la reelección frente a Oscar Youngdahl del partido republicano.
|  | 54.66 % |

|  | 36.78 % |

|  | 8.55 % |

|  | 100 % |

## 6.º distrito

Resultado por condado 6.º distrito:

El titular Harold Knutson ganó la reelección frente al resto de candidatos.
|  | 63.23 % |

|  | 28.51 % |

|  | 8.27 % |

|  | 100 % |

## 7.º distrito

Resultado por condado 7.º distrito:

El titular Paul John Kvale del partido agrario-laborista perdió la reelección frente a H. Carl Andersen del partido republicano.
|  | 42.57 % |

|  | 36.69 % |

|  | 16.66 % |

|  | 4.09 % |

|  | 100 % |

## 8.º distrito

Resultado por condado 8.º distrito:

El titular John Bernard del partido agrario-laborista perdió la reelección frente a William A. Pittenger del partido republicano.
|  | 51.76 % |

|  | 41.42 % |

|  | 6.81 % |

|  | 100 % |

## 9.º distrito

### Primarias Agrario-Laborista

#### Candidatos

##### Nominado
- Rich T. Buckler, representante titular del 9.º distrito congresional y previamente senador estatal por el 66.º distrito senatorial (1915-1919, 1923-1927, 1931-1935).[31]

##### Eliminado en primaria
- Henry Nycklemoe, juez municipal de Fergus Falls (1928-1940).[32]

#### Resultados
Los resultados fueron los siguientes:
|  | 69.77 % |

|  | 30.23 % |

|  | 100 % |

### Primarias Demócratas

#### Candidatos

##### Nominado
- Martin O. Brandon, candidato demócrata por el 9.º distrito congresional en las elecciones de 1934 y 1936

##### Eliminado en primaria
- Frank H. Timm, abogado.

#### Resultados
Los resultados fueron los siguientes:
|  | 65.28 % |

|  | 34.72 % |

|  | 100 % |

### Primarias Republicanas

#### Candidatos

##### Nominado
- Ole O. Sageng, exsenador estatal por el 50º. distrito senatorial (1915-1923), por el 59º. distrito senatorial (1907-1915).[n 2] y ex representante estatal por el 59º. distrito congresional (1901-1903)[n 2][35]

##### Eliminado en primaria
- Charles A. Lund, exsenador estatal por el 50º. distrito senatorial (1923-1931).[36]

#### Resultados
Los resultados fueron los siguientes:
|  | 54.21 % |

|  | 45.79 % |

|  | 100 % |

### Resultados generales

Resultado por condado 9.º distrito:

El titular Rich T. Buckler ganó la reelección frente al resto de candidatos, siendo el único representante Partido Agrario-Laborista electo y representado en el congreso.
|  | 41.99 % |

|  | 38.52 % |

|  | 19.48 % |

|  | 100 % |